# Immetalia calida
Immetalia calida är en fjärilsart som beskrevs av Jordan 1912. Immetalia calida ingår i släktet Immetalia och familjen nattflyn. Inga underarter finns listade i Catalogue of Life.